# Esther Prins
Esther Prins (1962) is een actrice die in de jaren tachtig werkzaam was in Nederland.
Ze speelde in televisieseries als Er waren twee koningskinderen (1982), Oma Fladder (1984) en Drie recht, één averecht (1988).
In Sesamstraat speelde ze vanaf 1984 de rol van tienermeisje, een soort 'grote zus' en speelkameraadje van de 'kinderen' Pino, Tommie en Ieniemienie.
Prins verliet het kinderprogramma en vertrok naar Amerika in 1988. Lot Lohr nam de rol van tienermeisje van haar over.

## Discografie
- 'Op avontuur met Tommie' (met Ieniemienie, Pino, Tommie en Frank Groothof)